# Wielkie Pło
Wielkie Pło (także Wielkie Pła, niem. Fürstenbruch) – wyspa na Międzyodrzu pomiędzy Obnicą, Skośnicą i Regalicą naprzeciwko Żydowiec. Woda rozgraniczająca wyspę od wyspy Stare Pło jest w stanie zaniku. Dawniej wyspa sięgała dalej na południe, ciągłość przerwała Skośnica.